# 416

## Esdeveniments
- Tarraconense: El rei visigot Walia inicia la campanya, com a aliat d'Honori, per a controlar les províncies d'Hispània ocupades per sueus, vàndals i alans.
- Barcelona (Tarraconense): Com a conseqüència de l'aliança entre Walia i Honori, Gal·la Placídia, germana d'aquest darrer i vídua del germà de l'anterior, el rei Ataülf, pot retornar a Roma.
- Pèrsia: Isdigerdes I contradiu la seva política inicial i ordena la persecució dels cristians.

## Necrològiques
- 9 d'octubre - Saint-Savin, Bigorra (Gàl·lia): Sant Sabí de Barcelona, eremita.